# Babette Degraeve
Babette Degraeve (Brugge, 30 juni 1965)  is een Belgische beeldhouwer.

## Leven en werk
Voor zij beeldend kunstenaar werd, studeerde Babette Degraeve fysiotherapie en cultuurwetenschappen. In 2002 studeerde zij af aan de Hogeschool voor de Kunsten in Arnhem, richting Vrije Kunst. Zij is lid van de Nederlandse Kring van Beeldhouwers. Zij speelt graag met tegenstellingen in materiaal, gevoel en vorm. Zo lijken haar honden aaibare puppy's, maar zijn gemaakt van hard en koel aluminium. 
Degraeve schept schoonheid, emotie en een vleugje humor. Ze zegt over haar werk: Mooie dingen hebben een eigen kracht en roepen hun eigen energie op. Zij woont en werkt in Nijmegen.

## Enkele werken in de openbare ruimte
- Gedachtenballon (2012), Kethelpark, Schiedam
- Honden vangen bot (2012), Linge-Waalpark, Tiel